# Marco Donadel
Marco Donadel (Conegliano, 21 aprile 1983) è un allenatore di calcio ed ex calciatore italiano, di ruolo centrocampista, tecnico ad interim del CF Montréal.

## Caratteristiche tecniche
Interno di centrocampo, all'occorrenza poteva giocare anche da mediano. Era bravo a recuperare palloni e a tirare dalla distanza.

## Carriera

### Giocatore

#### Club

##### Gli inizi, Milan
Inizia la sua carriera nelle giovanili del Milan dove gioca dal 1998 al 2000. Dal 2000 fino al 2002 fa parte della rosa del Milan ma gioca solo tre partite in due anni: una in Serie A, dove debutta il 4 marzo 2001 a San Siro contro il Parma, una in Coppa UEFA e una in Coppa Italia. 

##### Prestiti a Lecce, Parma e Sampdoria
Nella stagione 2002-2003 viene ceduto in prestito al Lecce dove gioca 29 partite in Serie B.
L'anno successivo viene prestato al Parma e con essa gioca 24 partite in Serie A nella stagione 2003-2004. Dopo l'anno a Parma viene ceduto sempre in prestito alla Sampdoria dove però gioca solo 8 partite fino a gennaio 2005.

##### Fiorentina
A gennaio 2005 viene prestato alla Fiorentina con la quale gioca 14 partite fino a fine della stagione. La stagione successiva, 2005-2006, viene riscattato dalla Fiorentina per 1,3 milioni di euro e in quell'anno gioca da titolare nella formazione toscana. Segna, in quella stagione, anche il suo primo gol nel massimo campionato con una punizione contro l'Udinese allo stadio Franchi. Il 28 gennaio 2007 si infortuna e rimane fuori per quattro mesi.
Alla fine del campionato 2010-2011 lascia la Fiorentina svincolandosi. Il contratto che lo legava alla squadra viola viene lasciato scadere e il calciatore afferma che tutto è dipeso dal dirigente Pantaleo Corvino.

#### Napoli e prestito all'Hellas Verona
Il 23 giugno 2011 firma un contratto quadriennale con il Napoli, scegliendo in un primo momento la maglia numero 34 per poi optare per il numero 4, occupato precedentemente da Víctor Ruiz.
Costretto a saltare la prima metà di stagione a causa di problemi muscolari, esordisce in maglia azzurra il 12 gennaio 2012 subentrando nella gara di Coppa Italia contro il Cesena. Complice un successivo intervento chirurgico, rimarrà l'unica presenza stagionale.
Nella stagione successiva esordisce in campionato con la maglia azzurra alla prima giornata nella partita vinta per 3-0 contro il Palermo, mentre la prima gara da titolare in Serie A arriva il 22 dicembre 2012 nella trasferta contro il Siena. Nella seconda stagione azzurra colleziona quattro presenze in campionato, una in Coppa Italia e otto in Europa League.
Il 2 settembre 2013, ultimo giorno della sessione estiva del calciomercato, passa in prestito all'Hellas Verona. Esordisce col club scaligero il 22 settembre seguente, nella partita di campionato Juventus-Verona (2-1), subentrando nel secondo tempo a Emil Hallfreðsson. Il 31 marzo 2014 sigla il primo gol con la maglia giallo-blu nella vittoria per 3-0 contro il Genoa.
Il 1º settembre 2014, nell'ultimo giorno della sessione di calciomercato, risolve con un anno di anticipo il contratto con il Napoli, restando svincolato.

##### Montréal Impact e ritiro
Il 2 dicembre 2014 viene ingaggiato dai canadesi del Montréal Impact.
Resta in Canada per 3 stagioni, ed il 23 giugno 2018 rescinde il contratto con il club canadese e si ritira.

#### Nazionale
Ha partecipato a due cicli della Nazionale Under-21, di cui è stato capitano dal 2004 al 2006. Ha vinto una medaglia di bronzo con la Nazionale Olimpica, giocando un totale di 310' e in tutte le gare (solo due come titolare, il quarto di finale contro il Mali e la finale per il terzo posto contro l'Iraq), alle Olimpiadi di Atene del 2004.

### Allenatore
Appesi gli scarpini al chiodo, ritorna alla Fiorentina con il ruolo di collaboratore del settore giovanile, prima come allenatore dell’Under-16 e dell’Under-17 e poi come collaboratore tecnico in prima squadra di Cesare Prandelli e Giuseppe Iachini. Nel settembre del 2019 otteneva intanto la licenza di allenatore UEFA A dopo aver frequentato il corso di Coverciano.
Il 17 dicembre 2021, viene ingaggiato come vice di Paolo Vanoli allo Spartak Mosca, nella massima serie russa. Nella sua unica stagione in Russia, Vanoli e Donadel guidano la squadra alla vittoria della coppa nazionale.
L'11 aprile 2023, viene ingaggiato come nuovo tecnico dell'Ancona, in quel momento settimo nel girone B di Serie C, subentrando all'esonerato Gianluca Colavitto. Quattro giorni dopo, esordisce sulla panchina dei dorici in occasione dell'incontro di campionato con il Rimini, vinto per 3-0. Confermato anche per la stagione successiva, il 23 ottobre 2023 viene però esonerato con la squadra al dodicesimo posto, dopo aver ottenuto nove punti raccolti in altrettante gare.
Il 30 dicembre 2024 viene assunto dal CF Montréal come assistente tecnico dell'allenatore Laurent Courtois, facendovi ritorno dopo le quattro stagioni da calciatore tra il 2015 e il 2018. A seguito di un inizio di stagione deludente, l'allenatore Courtois viene esonerato il 24 marzo 2025 e Donadel promosso allenatore ad interim.

## Statistiche

### Presenze e reti nei club
| Stagione               | Squadra                | Campionato             | Campionato | Campionato | Coppe nazionali | Coppe nazionali | Coppe nazionali | Coppe continentali | Coppe continentali | Coppe continentali | Altre coppe | Altre coppe | Altre coppe | Totale | Totale |
| Stagione               | Squadra                | Comp                   | Pres       | Reti       | Comp            | Pres            | Reti            | Comp               | Pres               | Reti               | Comp        | Pres        | Reti        | Pres   | Reti   |
| ---------------------- | ---------------------- | ---------------------- | ---------- | ---------- | --------------- | --------------- | --------------- | ------------------ | ------------------ | ------------------ | ----------- | ----------- | ----------- | ------ | ------ |
| 2000-2001              | Milan                  | A                      | 1          | 0          | CI              | 0               | 0               | UCL                | 0                  | 0                  | -           | -           | -           | 1      | 0      |
| 2001-2002              | Milan                  | A                      | 0          | 0          | CI              | 1               | 0               | CU                 | 1                  | 0                  | -           | -           | -           | 2      | 0      |
| Totale Milan           | Totale Milan           | Totale Milan           | 1          | 0          |                 | 1               | 0               |                    | 1                  | 0                  |             | -           | -           | 3      | 0      |
| 2002-2003              | Lecce                  | B                      | 29         | 0          | CI              | 1               | 0               | -                  | -                  | -                  | -           | -           | -           | 30     | 0      |
| 2003-2004              | Parma                  | A                      | 24         | 0          | CI              | 2               | 0               | CU                 | 5                  | 0                  | -           | -           | -           | 31     | 0      |
| 2004-gen. 2005         | Sampdoria              | A                      | 8          | 0          | CI              | 0               | 0               | -                  | -                  | -                  | -           | -           | -           | 8      | 0      |
| gen.-giu. 2005         | Fiorentina             | A                      | 14         | 0          | CI              | 1               | 0               | -                  | -                  | -                  | -           | -           | -           | 15     | 0      |
| 2005-2006              | Fiorentina             | A                      | 34         | 1          | CI              | 3               | 1               | -                  | -                  | -                  | -           | -           | -           | 37     | 2      |
| 2006-2007              | Fiorentina             | A                      | 19         | 0          | CI              | 2               | 0               | -                  | -                  | -                  | -           | -           | -           | 21     | 0      |
| 2007-2008              | Fiorentina             | A                      | 31         | 2          | CI              | 3               | 0               | CU                 | 10                 | 1                  | -           | -           | -           | 44     | 3      |
| 2008-2009              | Fiorentina             | A                      | 29         | 0          | CI              | 1               | 0               | UCL+CU             | 2+1                | 0                  | -           | -           | -           | 33     | 0      |
| 2009-2010              | Fiorentina             | A                      | 28         | 0          | CI              | 2               | 0               | UCL                | 9                  | 0                  | -           | -           | -           | 39     | 0      |
| 2010-2011              | Fiorentina             | A                      | 29         | 1          | CI              | 2               | 0               |                    | -                  | -                  | -           | -           | -           | 31     | 1      |
| Totale Fiorentina      | Totale Fiorentina      | Totale Fiorentina      | 184        | 4          |                 | 14              | 1               |                    | 22                 | 1                  |             | -           | -           | 220    | 6      |
| 2011-2012              | Napoli                 | A                      | 0          | 0          | CI              | 1               | 0               | UCL                | 0                  | 0                  | -           | -           | -           | 1      | 0      |
| 2012-2013              | Napoli                 | A                      | 4          | 0          | CI              | 1               | 0               | UEL                | 8                  | 0                  | SI          | 0           | 0           | 13     | 0      |
| Totale Napoli          | Totale Napoli          | Totale Napoli          | 4          | 0          |                 | 2               | 0               |                    | 8                  | 0                  |             | 0           | 0           | 14     | 0      |
| 2013-2014              | Verona                 | A                      | 23         | 1          | CI              | 1               | 0               | -                  | -                  | -                  | -           | -           | -           | 24     | 1      |
| 2015                   | Montréal Impact        | MLS                    | 25+3       | 1          | CC              | 2               | 0               | CCL                | 4                  | 0                  | -           | -           | -           | 34     | 1      |
| 2016                   | Montréal Impact        | MLS                    | 21+5       | 0          | CC              | 0               | 0               | -                  | -                  | -                  | -           | -           | -           | 26     | 0      |
| 2017                   | Montréal Impact        | MLS                    | 19         | 2          | CC              | 0               | 0               | -                  | -                  | -                  | -           | -           | -           | 19     | 2      |
| 2018                   | Montréal Impact        | MLS                    | 2          | 0          | CC              | -               | -               | -                  | -                  | -                  | -           | -           | -           | 2      | 0      |
| Totale Montréal Impact | Totale Montréal Impact | Totale Montréal Impact | 67+6       | 3          |                 | 2               | 0               |                    | 4                  | 0                  |             | -           | -           | 81     | 3      |
| Totale carriera        | Totale carriera        | Totale carriera        | 331        | 8          |                 | 22              | 1               |                    | 40                 | 1                  |             | 0           | 0           | 397    | 10     |

### Statistiche da allenatore
Statistiche aggiornate al 3 maggio 2025.
| Stagione        | Squadra         | Campionato      | Campionato | Campionato | Campionato | Campionato | Coppe nazionali | Coppe nazionali | Coppe nazionali | Coppe nazionali | Coppe nazionali | Coppe continentali | Coppe continentali | Coppe continentali | Coppe continentali | Coppe continentali | Altre coppe | Altre coppe | Altre coppe | Altre coppe | Altre coppe | Totale | Totale | Totale | Totale | % Vittorie | Piazzamento |
| Stagione        | Squadra         | Comp            | G          | V          | N          | P          | Comp            | G               | V               | N               | P               | Comp               | G                  | V                  | N                  | P                  | Comp        | G           | V           | N           | P           | G      | V      | N      | P      | %          | Piazzamento |
| --------------- | --------------- | --------------- | ---------- | ---------- | ---------- | ---------- | --------------- | --------------- | --------------- | --------------- | --------------- | ------------------ | ------------------ | ------------------ | ------------------ | ------------------ | ----------- | ----------- | ----------- | ----------- | ----------- | ------ | ------ | ------ | ------ | ---------- | ----------- |
| apr.-giu. 2023  | Ancona          | C               | 2+4        | 1+1        | 0+3        | 1          | CI-C            | -               | -               | -               | -               | -                  | -                  | -                  | -                  | -                  | -           | -           | -           | -           | -           | 6      | 2      | 3      | 1      | 33,33      | Sub., 7º    |
| lug.-ott. 2023  | Ancona          | C               | 9          | 2          | 3          | 4          | CI-C            | 1               | 0               | 0               | 1               | -                  | -                  | -                  | -                  | -                  | -           | -           | -           | -           | -           | 10     | 2      | 3      | 5      | 20,00      | Eson.       |
| mar. 2025       | CF Montréal     | MLS             | 7          | 1          | 2          | 4          | CC              | 1               | 0               | 1               | 0               |                    | -                  | -                  | -                  | -                  | LC          | 0           | 0           | 0           | 0           | 8      | 1      | 3      | 4      | 12,50      | ad interim  |
| Totale carriera | Totale carriera | Totale carriera | 22         | 5          | 8          | 9          |                 | 2               | 0               | 1               | 1               |                    | -                  | -                  | -                  | -                  |             | -           | -           | -           | -           | 24     | 5      | 9      | 10     | 20,83      |             |

## Palmarès

### Giocatore

#### Club

##### Competizioni giovanili
- Torneo di Viareggio: 2

Milan: 1999, 2001

##### Competizioni nazionali
- Coppa Italia: 1

Napoli: 2011-2012

#### Nazionale
- Campionato d'Europa Under-21: 1

Germania 2004
- Bronzo olimpico: 1

Atene 2004